# Баранов, Александр Андреевич
Алекса́ндр Андре́евич Бара́нов (23 ноября [4 декабря] 1747, Каргополь — 16 [28] апреля 1819, около острова Ява) — русский государственный деятель, предприниматель, первый Главный правитель русских поселений в Северной Америке (1790—1818).

## Биография
Родился в купеческой семье. Получил домашнее образование.
До 1780 года занимался торгово-промышленными операциями в Каргополе и за его пределами: в Олонецкой провинции, Москве, Санкт-Петербурге.
Переехав в 1780 году в Иркутск, приобрёл два завода, в том числе стекольный, организовал несколько промысловых экспедиций на северо-восток Азии и на Аляску. В 1787 году избран почётным членом Императорского Вольного экономического общества.
В 1790 году принял предложение промышленника Григория Ивановича Шелихова возглавить управление его Северо-Восточной компанией, в 1799 году реорганизованной в Российско-Американскую компанию, и стал первым Главным правителем Русской Америки.
В период с 1791 по 1804 год исследовал и описал побережье и острова (Архипелаг Александра) залива Аляска.
В 1799 году основал на острове Ситка форт Новоархангельск, и перенёс туда из Иркутска административный центр Русской Америки. В том же году за «…усердие его к заведению, утверждению и расширению в Америке российской торговли» император Павел I наградил Баранова именной золотой медалью на ленте Святого Владимира.
В 1802 году получил чин коллежского советника — чин VI класса в Табели о рангах, соответствующий армейскому чину полковника и дающий право на потомственное дворянство.
В 1802—1805 годах воевал с индейцами колошами (тлинкитами). В октябре 1804 года отбил у индейцев захваченный ими в 1802 году остров Ситка и восстановил разрушенный форт Новоархангельск. В 1807 году за отражение набегов индейцев был награждён орденом Святой Анны 2-й степени.
В 1812 году по распоряжению Баранова в Калифорнии служащим компании коммерции-советником Иваном Кусковым основана русская торговая фактория — Форт-Росс.
Благодаря энергии и административным способностям Баранова значительно расширились торговые связи русских поселений в Северной Америке с Калифорнией, Гаваями и Китаем. Были созданы новые поселения. Снаряжён ряд экспедиций для обследования районов Тихоокеанского побережья. За 28 лет работы на посту Главного правителя Русской Америки, кроме строительства укреплённых посёлков, А. А. Баранов основал верфь, положив начало местному судостроению, построил медеплавильный завод и школу, организовал добычу угля, расширил промысел каланов. Сам себя он называл «Писарро российский», сравнивая с Франсиско Писарро, испанским конкистадором. Отличался бескорыстием:

«При сдаче дел все компанейское имущество, считавшееся налицо, найдено не только в совершеннейшем порядке, но даже в количестве, превышавшем значащееся по описям. Размеры нежданного превышения впечатляют, ожидали найти имущества на 4 800 000 рублей, а его обнаружилось на семь миллионов. Все недоброжелатели, много лет распространявшие слухи, что Баранов тишком обогащается, моментально прикусили языки…»

По решению Правления колонии был отправлен в отставку «по старости» с передачей дел «за 12 часов» в 1818 году, несколько месяцев ждал окончания ревизии дел и умер в плавании, близ острова Ява 16 апреля (28 апреля по новому стилю) 1819 года, и был похоронен в море.
Дом Баранова на острове Кадьяк на Аляске в настоящее время является историческим музеем.

## Семья
Отец — Андрей Ильич, мать — Анна Григорьевна. Кроме Александра, в семье было ещё трое детей: сын Пётр, дочери Евдокия и Васса.
Был дважды женат: на русской, оставшейся в России, и на дочери индейского (по другим данным алеутского) вождя. Баранов усыновил детей первой жены Матрёны Александровны Марковой от первого брака, но своих супруги не имели. Во втором браке родилось трое детей: сын Антипатр (род. 1795) и две дочери Ирина (род. 1804) и Екатерина (род. 1808).
В честь второй жены Баранова, Наталии Алексеевны, названы:
- мыс Наталии (архипелаг Александра, 55°14′ с.ш., 133°02′ з.д., название присвоено Лесной службой США)[5];
- остров Наталии (архипелаг Александра, 55°14′ с.ш., 133°02′ з.д., название присвоено в 1928 году Лесной службой США)[5];
- бухта Натейлия, название в настоящее время наносится на карты в английском чтении (Тихий океан, побережье Северной Америки, залив Аляска, 57°04′ с.ш., 153°24′ з.д., название присвоено в 1934 году Береговой службой США)[5];
- мыс Натейлия, название в настоящее время наносится на карты в английском чтении (Тихий океан, побережье Северной Америки, залив Аляска, 57°04′ с.ш., 153°24′ з.д., название присвоено в 1934 году Береговой службой США)[5].

В честь сына А. А. Баранова, Антипатра Александровича (1795—1822), названо озеро (озеро Антипатр, архипелаг Александра, 56°29′ с.ш., 134°50′ з.д., название озеру присвоено Лесной службой США).
В честь дочери А. А. Баранова, Ирины Александровны Барановой (в замужестве — Яновской, 1804—1823), названо озеро Ирины (архипелаг Александра, 56°54′ с.ш., 135°08′ з.д., название озеру присвоено в 1933 году Лесной службой США).

## Память
- Именем Баранова названы: остров в архипелаге Александра[8], бухта Александр на Тихоокеанском побережье Северной Америки (архипелаг Александра, 56°14′ с.ш., 134°39′ з.д., название бухте присвоено М. Д. Тебеньковым)[9], остров в шхерах Минина (Карское море) (согласно другому источнику, остров в шхерах Минина назван в честь Петра Ионовича Баранова[8]), гора и мыс на острове Сахалин[8].
- Одно из транспортных судов проекта «Либерти» носило название SS Alexander Baranof.
- 25 октября 1989 года в центре города Ситка в дар от частных лиц Ллойда и Барбары Хеймс, был установлен памятник А. А. Баранову, который ранее вызывал споры. Перед установкой неизвестные отрезали ему нос, позднее восстановленный[10]. В 2020 году в ходе протестов движения BLM и других организаций левой идеологии в США подверглись демонтажу и разрушению памятники историческим фигурам, которые, по мнению протестующих, практиковали расизм. Городской совет Ситки 14 июля 2020 года решил переместить памятник А. А. Баранову из центра города в исторический музей. Об этом говорится в резолюции, принятой на его заседании[11]. В резолюции заявляется, что, хотя Баранов оставил «неизгладимый отпечаток» в истории Ситки, он при этом руководил «порабощением, убийствами и грабежами коренного населения Аляски» — тлинкитов и алеутов. «Из-за жестокости Баранова тлинкиты дали ему прозвище „Бессердечный“. Насилие, которое он совершал, стало исторической травмой для коренного населения и до сих пор причиняет боль его представителям»[11].
- К 250-летию со дня рождения Баранова был установлен памятник в Каргополе (июль 1997 года).
- В 1991 году в СССР выпущена почтовая марка, посвященная Баранову.
- В том же 1991 году в СССР была выпущена памятная монета из палладия в серии «250 лет открытия Русской Америки» с изображением Баранова.
- Александр Баранов — герой романов Ивана Кратта «Великий океан» (1941-49), «Остров Баранова» (1945) и «Колония Росс» (1951).
- В 1980 году в издательстве «Детская литература» вышла историческая повесть Константина Бадигина «Ключи от заколдованного замка», где А. А. Баранов — одно из главных действующих лиц.
- А. А. Баранов — один из главных героев исторической повести Михаила Казовского «Русские Гавайи» (вышла в 2016 году в издательстве «Подвиг»).

- Баранов и Ново-Архангельск на памятной монете СССР 1991 года из палладия из серии «250 лет открытия Русской Америки»
- Баранов на почтовом конверте СССР, 1991 год
- Почтовая марка,1991 год